# Diego Espinosa Arévalo
Diego kardinal Espinosa Arévalo, španski rimskokatoliški duhovnik, škof in kardinal, * 1513, Martín Muñoz de las Posadas, † 5. september 1572.

## Življenjepis
Leta 1564 je prejel duhovniško posvečenje.
24. marca 1568 je bil povzdignjen v kardinala. 5. julija istega leta je bil imenovan za škofa Sigüenze.